# Apalis
Genre
Le genre Apalis regroupe 24 espèces d'oiseaux appartenant à la famille des Cisticolidae. Apalis est le nom français que la nomenclature aviaire en langue française (mise à jour) a donné à ces espèces.

## Liste d'espèces
D'après la classification de référence (version 14.2, 2024) du Congrès ornithologique international (ordre phylogénique) :
- Apalis thoracica – Apalis à collier
- Apalis flavigularis – Apalis noir et jaune
- Apalis fuscigularis – Apalis des Taita
- Apalis lynesi – Apalis de Lynes
- Apalis ruddi – Apalis de Rudd
- Apalis flavocincta – Apalis à queue brune
- Apalis flavida – Apalis à gorge jaune
- Apalis binotata – Apalis masquée
- Apalis personata – Apalis à face noire
- Apalis jacksoni – Apalis à gorge noire
- Apalis chariessa – Apalis à ailes blanches
- Apalis nigriceps – Apalis à calotte noire
- Apalis melanocephala – Apalis à tête noire
- Apalis chirindensis – Apalis de Chirinda
- Apalis porphyrolaema – Apalis à gorge marron
- Apalis kaboboensis – Apalis du Kabobo
- Apalis chapini – Apalis de Chapin
- Apalis sharpii – Apalis de Sharpe
- Apalis rufogularis – Apalis à gorge rousse
- Apalis argentea – Apalis de Moreau
- Apalis karamojae – Apalis du Karamoja
- Apalis stronachi – Apalis des Maasaï
- Apalis bamendae – Apalis de Bamenda
- Apalis goslingi – Apalis de Gosling
- Apalis cinerea – Apalis cendrée
- Apalis alticola – Apalis à tête brune